# Typhlocybella maculata
Typhlocybella maculata är en insektsart som beskrevs av Caldwell 1952. Typhlocybella maculata ingår i släktet Typhlocybella och familjen dvärgstritar.
Artens utbredningsområde är Puerto Rico. Inga underarter finns listade i Catalogue of Life.